# The Back Horn
The Back Horn (ザ・バックホーン?, Za Bakku Hōn) è una rock band giapponese.

## Storia del gruppo
Nell'aprile del 1998 Yamada, Suganami, Matsuda e Hirabayashi (i quattro componenti originali del gruppo) arrivano a Tokyo ognuno per conto proprio. Poco dopo essersi incontrati formano la band, iniziando a farsi conoscere con una serie di concerti a Shimokitazawa, un sobborgo di Tokyo.
Inizialmente chiamati Gyorai (魚雷?, siluro), cambiano quasi immediatamente il loro nome in THE BACK HORN. La scelta di questo nome deriva però da un errore di lettura: Matsuda infatti voleva chiamare la band come una macchina da costruzioni (backhoe, retroescavatore). L'errore è causato dalla somiglianza fra le due parole in giapponese: Bakkuhōn (バックホーン) e Bakkuhō (バックホー). Lo Horn del nome non ha quindi niente a che vedere né con le corna, né con il corno. Da notare è anche la somiglianza con la parola giapponese bakuon (爆音, esplosione).
Dopo la partecipazione al Fuji Rock Festival, nel settembre 1999 esce il loro primo mini-album Doko e Iku, edito dall'indipendente Kando Records. Pochi mesi più tardi esce il primo vero album Yomigaeru Hi, sempre con la stessa etichetta.
Nel gennaio 2001 Hirabayashi lascia la band.
Dopo il successo ottenuto con i primi due lavori si guadagnano l'epiteto di band indie rock, che continueranno a mantenere nonostante il passaggio ad una major (la Speedstar Records), con cui pubblicano il terzo album Ningen Program nell'ottobre 2001. Un anno dopo Okamine entra a far parte dei BACK HORN come membro effettivo, dopo aver contribuito alla registrazione di Shinzō Orchestra e partecipato al tour promozionale.
Due loro pezzi sono scelti per entrare a far parte di altrettanti film: "Mirai" compare nella colonna sonora di Akarui Mirai (アカルイミライ?, Bright Future) di Kiyoshi Kurosawa (黒沢 清?, Kurosawa Kiyoshi) (2003), "Requiem" in quella di Casshern di Kazuaki Kiriya (2004).
Fra queste due esperienze, nell'ottobre 2003 esce il loro quinto lavoro IKIRU SAINŌ. Dopo due tour e l'uscita del loro primo DVD live, il 16 maggio 2005 pubblicano Headphone Children, considerato da molti un vero e proprio concept album. "Kiseki", uno dei brani del disco, entra a far parte della colonna sonora del film horror Zoo. Il tour di Headphone Children è un vero successo e la band decide di pubblicare il primo album live Ubugoe Chaisaw.  Pochi mesi dopo, il 7 ottobre del 2005, si esibiscono per la prima volta in Europa, a Barcellona, nel corso del Festival Asia 2005.
Successivamente, nella prima metà del 2006, organizzano il Rojō Hikisakebi (路上弾き叫び?), un tour acustico gratuito in strada, nei parchi, davanti alle stazioni o ai centri commerciali. Il 24 aprile esce Tayō no Naka no Seikatsu e, a distanza di un anno (il 23 maggio 2007), l'ottavo album (sesto con la Speedstar Records) THE BACK HORN. Nell'autunno dello stesso anno pubblicano il singolo "Wana", che diventa la canzone di chiusura dell'anime Mobile Suit Gundam 00.
Il 23 gennaio 2008 esce il primo greatest hits della band BEST THE BACK HORN, un doppio cd con i migliori successi, contenente anche l'inedito "Yaiba", presente nella colonna sonora dell'anime Sakigake!! Otokojuku.

## Musica
A loro proposito si dice che abbiano un suono distruttivo e testi "malsani". I temi principali delle loro canzoni sono la guerra e la pace, la solitudine, la morte e la vita, l'amore. Nei loro brani traggono ispirazione dai più svariati generi musicali: hard rock, filastrocche, punk, musica tradizionale giapponese, alternative rock, grunge, blues, reggae, ska, dub, per citarne solo alcuni. La quasi totalità dei loro pezzi è in lingua giapponese, così come anche i titoli (scritti in katakana se sono in inglese). Spesso si sono dedicati alla realizzazione di colonne sonore. Kiyoshi Kurosawa, il regista di Akarui Mirai, ha detto che "senza la loro canzone il film non sarebbe stato lo stesso".

## Formazione

### Formazione attuale

#### Masashi Yamada
- Masashi Yamada (山田将司?, Yamada Masashi), voce. Nato l'8 ottobre 1979 nella prefettura di Ibaraki.
- Anche se nei BACK HORN è solo la voce, sa suonare numerosi strumenti, come chitarra, tromba, pianoforte, fisarmonica e armonica a bocca. Si è occupato anche del basso nel periodo in cui Hirabayashi ha lasciato la band.
- Spesso si presenta scalzo sul palco.
- Durante i concerti solitamente indossa una camicia bianca come omaggio a Hiroji Miyamoto (宮本浩次?, Miyamoto Hiroji), il cantante degli Elephant Kashimashi.
- Ha vissuto per un periodo insieme ad Eijun Suganami.
- Ama bere.
- Ha cantato con Hikaru Utada nella canzone "One Night Magic" (precisando che fra loro c'è solo amicizia).
- Ha un fratello gemello.
- Prima di smettere fumava le Salem Pianissimo.
- Si sente maggiormente influenzato dai Blankey Jet City. Nel "periodo indie" realizzarono la cover della loro canzone "Gasoline no Yurekata" (ガソリンの揺れ方?).

#### Eijun Suganami
- Eijun Suganami (菅波栄純?, Suganami Eijun), Chitarra. Nato il 16 ottobre 1979 nella prefettura di Fukushima.
- Si fa chiamare anche Eizun (栄ズン) o semplicemente Zun (ズン).
- È autore di quasi tutti i testi.
- È generalmente riconosciuto il cervello della band.
- Da prima del debutto con le major usa una chitarra Gretsch/Jet Fire Bird 6131, a cui è molto affezionato.
- Dice di suonare la chitarra "con la faccia".
- Contrariamente al suo aspetto "da duro", è una persona ingenua e sensibile. Proprio a causa della sua fragilità è finito nel baratro della  depressione, da cui è riuscito a uscire pian piano solamente durante il tour del 2005. Per questo l'anno successivo ha viaggiato con Yamada in tutto il paese in occasione del tour gratuito Rojō Hikisakebi, per ringraziare tutti i fan che gli sono stati di supporto in un brutto momento.
- Ama le opere del fotografo Shin'ya Fujiwara (藤原新也?, Fujiwara Shin'ya); apprezza particolarmente il suo libro Memento Mori.
- Prima di smettere fumava le Mild Seven light.
- Per scrivere dei testi realistici ha dormito per le strade di Shibuya.
- Ha partecipato al disco Ne wo Haramu (音ヲ孕ム?) dei Suiren (睡蓮?), suonando la chitarra in due pezzi: "Hidari Te" (左手?) e "Keitō" (鶏頭?).
- Fra le sue influenze cita il brano Daimeiwaku (大迷惑?) degli Unicorn.

#### Kōshū Okamine
- Kōshū Okamine (岡峰光舟?, Okamine Kōshū), Basso. Nato il 14 ottobre 1979 nella prefettura di Hiroshima.
- Si fa chiamare anche Okami (女将?, padrona).
- Lavorava allo Shibuya Live House ed è entrato a far parte del gruppo dopo averli conosciuti lì ed essersi presentato.
- Ha una profonda conoscenza della storia giapponese.
- Colleziona timbri dei generali dell'epoca Sengoku.
- Sulla schiena ha un tatuaggio raffigurante il seppuku di Saitō Mokunosuke (斉藤杢之助?), protagonista del romanzo Shinu Koto to Mitsuketari (死ぬことと見つけたり? "Determinazione a morire"), di Keiichirō Ryū (隆慶一郎?, Ryū Keiichirō) (1987).
- Usa un Fender Precision Bass.
- È autore del testo della canzone "Yozora", presente nel decimo singolo KIZUNA Song.
- È un tifoso della squadra di baseball Hiroshima Toyo Carp (広島東洋カープ?, Hiroshima Tōyō Kāpu), odia invece gli Yomiuri Giants (読売ジャイアンツ?, Yomiuri Jaiantsu).
- Si ritiene influenzato dalla Nona sinfonia in Re minore di Beethoven, ascoltata ai tempi delle elementari.

#### Shinji Matsuda
- Shinji Matsuda (松田晋二?, Matsuda Shinji), batteria. Nato il 24 maggio 1978 nella prefettura di Fukushima.
- Si fa chiamare Matsu (マツ). È il leader della band.
- È un appassionato di Gundam. Durante un programma televisivo ha donato il proprio modellino di RX-77 Guncannon.
- È il regista del DVD Maniac Heaven.
- Nawo (ナヲ), la batterista dei Maximum the Hormone, gli disse che aveva la faccia e i modi da "Mamoru". Da allora Matsuda si è affezionato a questo "soprannome" e si fa chiamare Mamoru.
- Fuma le Mild Seven light.
- Ha cantato nelle due tracce segrete "Kāsan no Uta" (母さんの歌?) e "Mirai Nezumi" (未来ネズミ?).
- In "Tenki Yohō" recita parte del testo. Nel tour Maniac Heaven Vol.1 nello stesso pezzo è stato per la prima volta al centro del palco.

### Ex componenti

#### Naoki Hirabayashi
Naoki Hirabayashi (平林直己?, Hirabayashi Naoki), Basso.
- Ha lasciato il gruppo il 23 febbraio 2001 e ha fatto parte per un breve periodo della band REDЯUM.
- Attualmente lavora come cameraman.

## Discografia

### Singoli

#### Indie
1. 2000 - Fūsen (風船)
  1. Fūsen (風船)
  2. Zakuro (ザクロ)
  3. Sakurayuki (桜雪)

#### Major
1. 2001 - Sunny (サニー, Sanī)
  1. Sunny (サニー)
  2. Ikoku no Sora (異国の空)
2. 2001 - Sora, Hoshi, Umi no Yoru (空、星、海の夜)
  1. Sora, Hoshi, Umi no Yoru (空、星、海の夜)
  2. Mister World (ミスターワールド, Misutā Wārudo) + Mirai Nezumi (未来ネズミ) - traccia segreta
3. 2002 - Sekaiju no Shita de (世界樹の下で)
  1. Sekaiju no Shita de (世界樹の下で)
  2. Siren (サイレン, Sairen) + Kāsan no Uta (母さんの歌) - traccia segreta
4. 2002 - Namida ga Koboretara (涙がこぼれたら)
  1. Namida ga Koboretara (涙がこぼれたら)
  2. Garden (ガーデン, Gāden)
5. 2003 - Miraí (未来)
  1. Mirai (未来)
  2. Aozora (青空)
6. 2003 - Hikari no Kesshō (光の結晶)
  1. Hikari no Kesshō (光の結晶)
  2. Rakuen (楽園)
  3. Fuyu no Milk (冬のミルク, Fuyu no Miruku) LIVE at Shinjuku LIQUIDROOM
7. 2003 - Seimeisen (生命線)
  1. Seimeisen (生命線)
  2. Shishunka (思春歌)
  3. Hitorigoto (ひとり言) LIVE at Kōriyama HIP SHOT
8. 2004 - Yume no Hana (夢の花)
  1. Yume no Hana (夢の花)
  2. Hari no Ame (針の雨)
  3. Requiem (レクイエム, Rekuiemu)
9. 2004 - Cobalt Blue (コバルトブルー, Kobaruto Burū)
  1. Cobalt Blue (コバルトブルー)
  2. Shiroi Nikkichō (白い日記帳)
  3. Karabinka (カラビンカ)
10. 2005 - KIZUNA Song (キズナソング, Kizuna Songu)
  1. KIZUNA Song (キズナソング)
  2. Yozora (夜空)
11. 2005 - Black Hole Birthday (ブラックホールバースデイ, Burakku Hōru Bāsudei)
  1. Black Hole Birthday (ブラックホールバースデイ)
  2. Flashback (フラッシュバック, Furasshubakku)
12. 2006 - Hajimete no Kokyū de (初めての呼吸で)
  1. Hajimete no Kokyū de (初めての呼吸で)
  2. Happy End ni Akogarete (ハッピーエンドに憧れて, Happī Endo ni Akogarete)
  3. Bancha ni Umeboshi (番茶に梅干し)
13. 2006 - Chaos Diver (カオスダイバー, Kaosu Daibā)
  1. Chaos Diver (カオスダイバー)
  2. Tengoku e no Tsubasa (天国への翼)
  3. Countdown (カウントダウン, Kauntodaun)
14. 2006 - Koe (声）
  1. Koe (声)
  2. Hateshinai Monogatari (果てしない物語)
  3. Icarus no Sora (イカロスの空, Ikarosu no Sora)
  4. Maihime (kari) (舞姫(仮)) Live at Shibuya C.C.Lemon Hall in 2006
15. 2007 - Utsukushii Namae (美しい名前）
  1. Utsukushii Namae (美しい名前）
  2. Kyōmei (共鳴)
  3. Niji no Kanata e (虹の彼方へ)
  4. Sakurayuki (桜雪) Live from Maniac Heaven Vol.1
16. 2007 - Wana (罠)
  1. Wana (罠)
  2. Mafuyu no Hikari (真冬の光)
  3. Mizubashō (水芭蕉)
  4. Serenade (セレナーデ, Serenēde) Live at NHK HALL in 2007
17. 2008 - Kakusei (覚醒)
  1. Kakusei (覚醒)
  2. Akai Kutsu (赤い靴)

### Album

#### Indie
1. 1999 - Doko e Iku (何処へ行く)
2. 2000 - Yomigaeru Hi (甦る陽)

#### Major
1. 2001 - Ningen Program (人間プログラム, Ningen Puroguramu)
2. 2002 - Shinzō Orchestra (心臓オーケストラ, Shinzō Ōkesutora)
3. 2003 - IKIRU SAINŌ (イキルサイノウ)
4. 2005 - Headphone Children (ヘッドフォンチルドレン, Heddofon Chirudoren)
5. 2005 - Ubugoe Chainsaw (産声チェインソー, Ubugoe cheinsō)
6. 2006 - Taiyō no Naka no Seikatsu (太陽の中の生活)
7. 2007 - THE BACK HORN
8. 2008 - Pulse
9. 2010 - Asylum
10. 2012 - Liv Squall

#### Raccolte
1. 2008 - Best The Back Horn

#### Compilation
1. 2002 - Space Shower Retsuden -Utage- (スペースシャワー列伝 -宴-)
I BACK HORN partecipano con la traccia nº 11: "Suna no Tabibito" (砂の旅人)

### DVD
1. 2004 - Bakuon Yume Hanabi (爆音夢花火)
2. 2005 - KIZUNA Drama (キズナドラマ)
3. 2006 - Emotion Picture (エモーションピクチャー) Vol.1
4. 2006 - Live in the Sun
5. 2006 - Maniac Heaven (マニアックヘヴン) Vol.0